# يوسف سناء
يوسف سناء (مواليد 26 يونيو 2000) هو مبارز مصري، مثّل بلاده في الألعاب الأولمبية الصيفية 2020 في طوكيو.

## المشاركة الأولمبية

### طوكيو 2020
| الرياضيّ/ون                                         | الحدث           | دور الـ64     | دور الـ32     | دور الـ16     | ربع النهائي             | نصف النهائي                             | النهائي / م.ب.                              | النهائي / م.ب. |
| الرياضيّ/ون                                         | الحدث           | الخصم النتيجة | الخصم النتيجة | الخصم النتيجة | الخصم النتيجة           | الخصم النتيجة                           | الخصم النتيجة                               | الترتيب        |
| -------------------------------------------------- | --------------- | ------------- | ------------- | ------------- | ----------------------- | --------------------------------------- | ------------------------------------------- | -------------- |
| علاء الدين أبو القاسم محمد حمزة محمد حسن يوسف سناء | فرق – سيف الشيش | ل. ي.         | ل. ي.         | ل. ي.         | فرنسا (فرنسا) · خ 34–45 | المراكز 5-8 إيطاليا (إيطاليا) · خ 45-30 | المراكز 7-8 هونغ كونغ (هونغ كونغ) · خ 45-21 | الثامن         |